# Ільєнкова Ірина Валеріївна
Ірина Валеріївна Ільєнкова (нар. 10 квітня 1980; Мінськ, Білоруська РСР) — білоруська гімнастка, срібна призерка Олімпійських ігор 2000 року, багаторазова призерка чемпіонатів світу. Заслужений майстер спорту Республіки Білорусь з художньої гімнастики, а також Заслужений тренер Республіки Білорусь.

## Біографія
Займалася художньою гімнастикою протягом одинадцяти років. Тренувалася у Тетяни Ненашевої. У 1998 році на чемпіонаті світу зуміла стати чемпіонкою світу в груповому багатоборстві. Окрім цього двічі ставала срібною призеркою в групових змаганнях. Після цього турніру отримала звання Заслужений майстер спорту Республіки Білорусь. Наступного року виграла срібну та бронзову медалі на чемпіонаті світу в змаганнях груп з предметами. Окрім цього стала дворазовою бронзовою призеркою чемпіонату Європи. Найбільшим досягненням у кар'єрі спортсменки стала срібна медаль Олімпійських ігор 2000 року в груповому багатоборстві. Після цих змагань завершила спортивну кар'єру.
Почала займатися тренерською діяльністю. Тренує молодіжну збірну Білорусі з художньої гімнастики, а також викладає в Республіканському центрі олімпійської підготовки. Окрім цього працює суддею міжнародної категорії. Її вихованцями є призерки чемпіонатів Європи Марія Трубач, Стефанія-Софія Монахова та Анастасія Рибакова. У 2016 році отримала звання Заслуженого тренера Республіки Білорусь.

## Виступи на Олімпіадах
| Олімпіада   | Дисципліна            | Місце |
| ----------- | --------------------- | ----- |
| Сідней 2000 | групове багатоборство | 2     |